# Ulvila
Ulvila (Ulvsby en sueco) es una ciudad finlandesa, ubicada en la región de Satakunta. Está situada sobre el río Kokemäki. Tiene una población de 13 514 habitantes y un área de 422,52 km². La ciudad se fundó en 1365, por lo que es la segunda ciudad más antigua de Finlandia, después de Turku.
- Datos: Q247128
- Multimedia: Ulvila / Q247128